# 德壽 (清朝)
德壽（穆麟德轉寫：dešeo；1837年—1903年），字静山，耿姓，漢軍镶黄旗人。清朝官員。

## 生平
举人出身。光绪年间，历官贵州、湖南、江西、浙江、江苏、广东巡抚，光緒二十五年至二十九年（1899～1903年），三次代理兩廣總督，官至漕运总督。
1900年，革命黨人史堅如為支援惠州起義，從德壽後花園附近的宅院掘一地道，於10月30日在其房間下引爆想炸死德壽，但藥量不足，僅虛驚一場。